# Stygnomma planum
Espèce
Stygnomma planum est une espèce d'opilions laniatores de la famille des Stygnommatidae.

## Distribution
Cette espèce est endémique du Chiapas au Mexique. Elle se rencontre vers San Cristóbal de Las Casas.

## Description
La femelle holotype mesure 2 mm.

## Systématique et taxinomie
Cette espèce a été décrite par Goodnight et Goodnight en 1953.

## Publication originale
- (en) Goodnight et Goodnight, « The opilionid fauna of Chiapas, Mexico, and adjacent areas (Arachnoidea, Opiliones) », American Museum Novitates, no 1610,‎ 1953, p. 1-81 (lire en ligne)